# 10 000 mètres masculin aux championnats du monde d'athlétisme 2003
Navigation
Edmonton 2001 Helsinki 2005
L'épreuve du 10 000 mètres masculin des championnats du monde d'athlétisme 2003 s'est déroulée le 24 août 2003 au Stade de France à Saint-Denis, en France. Elle est remportée par l'Éthiopien Kenenisa Bekele.

## Résultats

### Finale
| Rang               | Athlète               | Pays             | Temps          | Notes |
| ------------------ | --------------------- | ---------------- | -------------- | ----- |
| Médaille d'or      | Kenenisa Bekele       | Éthiopie         | 26 min 49 s 57 | CR    |
| Médaille d'argent  | Haile Gebrselassie    | Éthiopie         | 26 min 50 s 77 | SB    |
| Médaille de bronze | Sileshi Sihine        | Éthiopie         | 27 min 01 s 44 |       |
| 4                  | Ahmad Hassan Abdullah | Qatar            | 27 min 18 s 28 | AR    |
| 5                  | John Cheruiyot Korir  | Kenya            | 27 min 19 s 94 | SB    |
| 6                  | Wilberforce Talel     | Kenya            | 27 min 33 s 60 | PB    |
| 7                  | Charles Kamathi       | Kenya            | 27 min 45 s 05 |       |
| 8                  | Kamiel Maase          | Pays-Bas         | 27 min 45 s 46 | SB    |
| 9                  | Karl Keska            | Royaume-Uni      | 27 min 47 s 89 | SB    |
| 10                 | Ismaïl Sghyr          | France           | 27 min 54 s 87 |       |
| 11                 | David Galván          | Mexique          | 27 min 55 s 31 |       |
| 12                 | John Yuda Msuri       | Tanzanie         | 27 min 56 s 21 | SB    |
| 13                 | Fabiano Joseph Naasi  | Tanzanie         | 28 min 06 s 36 |       |
| 14                 | Alan Culpepper        | États-Unis       | 28 min 14 s 92 |       |
| 15                 | Teodoro Vega          | Mexique          | 28 min 31 s 71 |       |
| 16                 | Mebrahtom Keflezighi  | États-Unis       | 28 min 35 s 08 |       |
| 17                 | Cathal Lombard        | Irlande          | 28 min 36 s 43 |       |
| 18                 | Tomoo Tsubota         | Japon            | 28 min 37 s 10 |       |
| 19                 | Dan Browne            | États-Unis       | 29 min 01 s 60 |       |
| —                  | Salim Kipsang         | Kenya            | DNF            |       |
| —                  | Michael Aish          | Nouvelle-Zélande | DNF            |       |
| —                  | Dieter Baumann        | Allemagne        | DNF            |       |
| —                  | José Manuel Martínez  | Espagne          | DNS            |       |

## Légende
Records et Performances
- AR : Record continental (area record)
- CR : Record des championnats (championship record)
- MR : Record du meeting (meet record)
- NR : Record national (national record)
- OR : Record olympique (olympic record)
- PR : Record paralympique (paralympic record)
- PB : Record personnel (personal best)
- SB : Meilleure performance personnelle de la saison (season's best)
- WL : Meilleure performance mondiale de l'année (world leader)
- WJR : Record du monde junior (world junior record)
- WR : Record du monde (world record)

Circonstances et Conditions
- DNF : N'a pas terminé (did not finish)
- DNS : N'a pas pris le départ (did not start)
- DQ : Disqualification (disqualification)
- NM : Aucun essai valable enregistré (No Mark)
- Q : Qualifié « directement » au prochain tour (ou à la prochaine compétition), lors d'une compétition majeure, grâce au classement ou à la réalisation des minima (automatic qualifier)
- q : Qualifié au prochain tour (ou à la prochaine compétition), lors d'une compétition majeure, grâce au repêchage ou à la réalisation de l'une des meilleures performances parmi celles des « non qualifiés directement » (grâce au meilleur temps ou à la meilleure distance par exemple) (secondary qualifier)